# Tower 185
Tower 185 je neboder u Njemačkom gradu Frankfurtu na Majni. Sveukupnom visinom od 200 metara trenutno slovi kao 4. najviša građevina u Njemačkoj.  
Prvobitno je planiran kao neboder visine 185 metara s 50 katova. Promijenom planova dodano je 5 katova čime je neboder dosegao sveukupnu visinu od 200 metara.